# Retículo completo
En matemáticas y ciencias de la computación, un retículo completo es un conjunto parcialmente ordenado en que todos los subconjuntos tienen un supremo (join) y un ínfimo (meet). Siendo una instancia especial de retículos, son estudiados en teoría del orden y álgebra universal.
Los retículos completos no deben ser confundidos con órdenes parciales completos, los cuales constituyen una clase estrictamente más general de conjuntos parcialmente ordenados. Retículos completos más específicos constituyen álgebras booleanas completas y álgebras de Heyting completas.